# Antun Maqdisi
Antun Maqdisi (Yabrud, 1914 - 5 januari 2005) was een Syrisch filosoof, politicus en mensenrechtenactivist. Hij heeft een christelijke achtergrond. 

## Biografie
Maqdisi begon zijn studie in Damascus en behaalde een graad in de filosofie en Franse literatuur aan de universiteit van Montpellier in Frankrijk. Bij terugkeer in Syrië in 1940 werkte hij als leraar filosofie, eerst in Homs en daarna in Hama, Damascus en Aleppo. In Beiroet behaalde hij een graad in rechtsgeleerdheid.
Hij was een van de medeoprichters van de Arabische Socialistische Partij, die in 1953 opging in de Ba'ath-partij in Syrië. Kort hierop verliet hij de actieve politiek en richtte hij zich op wetenschappelijk werk. Van 1965 tot 2000 werkte hij aan onderzoek voor het ministerie van cultuur en vertaalde en redigeerde hij een groot aantal boeken. In 1969 richtte hij de Arabische Schrijversunie op.
In 2001 werd Antun Maqdisi voor zijn inzet voor democratie, vrijheid en mensenrechten onderscheiden met een Prins Claus Prijs. Hij overleed op 91-jarige leeftijd.